# Анаткасы (Канашский район)
Анаткасы́ (чув. Анаткас, Анаткас Чарпуҫ) — деревня в Канашском районе Чувашской Республики. Входит в состав Сеспельского сельского поселения.

## География
Находится в центральной части Чувашии, на расстоянии приблизительно 15 км по прямой на северо-запад от районного центра города Канаш.

## История
Известна с 1858 года как околоток села Ямашево с 218 жителями. В 1897 году было учтено 312 жителей, в 1926 — 92 двора, 409 жителей, в 1939—636 жителей, в 1979—442. В 2002 году было 108 дворов, в 2010 — 98 домохозяйств. В 1931 был образован колхоз «Парижская коммуна», в 2010 году действовало ООО «Сеспельское».

## Население
Постоянное население составляло 254 человека (чуваши 98 %) в 2002 году, 227 в 2010.